# Max (film, 2002, Meyjes)
Pour les articles homonymes, voir Max.
Pour plus de détails, voir Fiche technique et Distribution.
Max est un film réalisé par Menno Meyjes en 2002. Il imagine la vie du jeune Hitler, démobilisé depuis peu après la Première Guerre mondiale, et hésitant entre une carrière de peintre et la politique.

## Synopsis
Alors que ses talents d'orateur antisémite intéressent des gens prêts à l'appuyer, Hitler rencontre un marchand d'art — le personnage est fictif — Max Rothman, juif et ancien combattant qui admire son talent de peintre et l'encourage dans cette voie. Les deux hommes nouent une relation mêlée de respect et de rejet.

## Fiche technique
- Titre français : Max
- Titre original : Max
- Réalisation : Menno Meyjes
- Scénario : Menno Meyjes
- Montage : Chris Wyatt
- Production : John Cusack
- Musique : Dan Jones
- Pays d'origine : Royaume-Uni, Canada, Hongrie
- Format : couleur, 1,85
- Son : Dolby Digital
- Durée : 106 minutes
- Genre : Drame
- Date de sortie : 10 septembre 2002 (Toronto International Film Festival)

## Distribution
- John Cusack (VF : Jean-Pierre Michaël) : Max Rothman
- Noah Taylor (VF : Damien Boisseau) : Adolf Hitler
- Leelee Sobieski (VF : Anne-Elodie Sorlin) : Liselore von Peltz
- Molly Parker (VF : Odile Cohen) : Nina Rothman
- Ulrich Thomsen (VF : Frédéric van den Driessche) : Capitaine Karl Mayr
- David Horovitch (en) : le père de Max
- Janet Suzman : la mère de Max
- András Stohl (en) : NCO
- Kevin McKidd (VF : Pascal Germain) : George Grosz
- Peter Capaldi (VF : Éric Legrand) : David Cohn
- János Kulka (en) (VF : Roch Leibovici) : M.. Epp
- Katalin Pálfy (VF : Marion Beulque) : Mrs. Epp
- John Grillo (en) (VF : Gilles Guillot) : Père de Nina
- Anna Nygh (VF : Hélène Arié) : Mère de Nina